# شيزوم شيكاتارا
شيزوم شيكاتارا، ( الإنجليزية، Chisom Chikatara)، من مواليد 24 سبتمبر 1994 بمدينة أبيا بنيجيريا، لاعب كرة قدم نيجيري، يلعب حاليا في صفوف نادي الجونة في مصر في مركز الهجوم.و يلعب أيضا مع منتخب نيجيريا لكرة القدم.

## روابط خارجية
- شيزوم شيكاتارا على موقع قاعدة بيانات كرة القدم.إي يو (الإنجليزية)
- شيزوم شيكاتارا على موقع ناشيونال فوتبول تيمز (الإنجليزية)
- شيزوم شيكاتارا على موقع Soccerway.com (الإنجليزية)
- شيزوم شيكاتارا على موقع عالم كرة القدم.نت (الإنجليزية)
- شيزوم شيكاتارا على موقع GSA (الإنجليزية)